# 羽尾源六郎
羽尾 源六郎（はねお げんろくろう）は戦国時代の武将。上野国吾妻郡国衆であった羽尾氏の一族。羽根尾城主・羽尾道雲の子とされる。

## 生涯
羽尾氏は永禄4年（1561年）より西上野に侵攻してきた武田氏に従っていたが、同郡国衆の鎌原重澄との所領問題により鎌原氏・武田氏と対立し、武田氏に攻められ没落した。その後、子の源六郎は上杉氏によって庇護されたという。
天正10年（1582年）に武田氏が滅亡し天正壬午の乱が勃発すると、上杉景勝は当時信濃小県郡と上野吾妻郡を勢力下に置いていた真田昌幸の攻略をもくろんだ。源六郎は上杉氏の元で羽根尾領への復帰を目指し、同年10月に上杉家臣・岩井信能から吾妻郡国衆・大戸浦野氏の一族である浦野民部右衛門尉に対して源六郎の吾妻郡復帰工作を求めた。
同12年（1584年）2月には上杉方の須田信正・市川信房の支援の元で吾妻郡に侵攻し、羽根尾領の丸岩城を乗っ取った。さらに同郡三原も占拠し、真田家臣で羽根尾城将・湯本三郎右衛門も調略したことから、真田領の信濃・上野間の連絡を遮断した。しかしその後北信濃で上杉方の屋代秀正が徳川・真田方に寝返ったことから、源六郎への上杉氏の支援は途絶えてしまい、やがて丸岩城から撤退したとみられる。
その後同年12月には北条氏邦家臣・斎藤定盛に従い大戸手子丸城に在城していたことが確認され、支援の途絶えた上杉氏を見限り後北条氏に従ったとみられる。この時点で官途名・修理亮を名乗っている。
その後の源六郎と羽尾氏の動向は不明。